# Right Cross
Right Cross is een Amerikaanse dramafilm uit 1950 onder regie van John Sturges.

## Verhaal
De oudere bokser Johnny Monterez blesseert zijn hand tijdens een training. Hij zou in feite zijn carrière moeten stopzetten, maar hij besluit om niemand iets te vertellen. Hij sluit in plaats daarvan een contract af met een nieuwe promotor. Als zijn oude promotor Sean O'Malley daarna overlijdt, geeft zijn vriendin Pat hem daarvan de schuld.

## Rolverdeling
| Acteur            | Personage       |
| ----------------- | --------------- |
| June Allyson      | Pat O'Malley    |
| Dick Powell       | Rick Garvey     |
| Ricardo Montalban | Johnny Monterez |
| Lionel Barrymore  | Sean O'Malley   |
| Teresa Celli      | Marina Monterez |
| Barry Kelley      | Allan Goff      |
| Tom Powers        | Tom Balford     |
| Mimi Aguglia      | Moeder Monterez |
| Marianne Stewart  | Audrey          |
| John Gallaudet    | Phil Tripp      |
| Wally Maher       | Verslaggever    |
| Larry Keating     | Verslaggever    |
| Kenneth Tobey     | Verslaggever    |
| Bert Davidson     | Verslaggever    |